# Nyssiopsis mystacina
Nyssiopsis mystacina är en fjärilsart som beskrevs av Sergius G. Kiriakoff 1959. Nyssiopsis mystacina ingår i släktet Nyssiopsis och familjen tandspinnare. Inga underarter finns listade i Catalogue of Life.